# Lluïsa Boyer
Lluïsa Boyer (en francès Louise Boyer) va néixer el 25 d'octubre de 1631 i va morir el 22 de maig de 1697. Era una noble francesa, filla d'Antoni Boyer (1580-1641), senyor de Sainte-Geneviève-des-Bois i de Francesca de Wignacourt (1605- ?).
El seu pare era secretari reial i Lluïsa, dama d'honor de Maria Teresa d'Austria, consort del riu Lluís XIV. Arran del seu casament esdevingués duquessa de Noailles.

## Matrimoni i fills
El 13 de desembre de 1645 es casà a París amb Anne de Noailles (1613-1678), primer duc de Noailles, fill de Francesc de Noailles (1584-1645) i de Rosa de Roquelaure (1590- ?),. El matrimoni va tenir sis fills:
1. Anne Jules de Noailles, Duc de Noailles (1650-1708), casat amb Maria Francesca de Bournonville (1656-1748).
2. Lluís Antoni de Noailles, "Cardinal de Noailles" (1651-1729).
3. Jacques de Noailles (1653-1712).
4. Joan Baptista de Noailles (1658-1696) amb Marguerite-Thérèse Rouillé
5. Lluïsa Anna de Noailles (1662- ?), casada amb Henri de Beaumanoir.
6. Joan Baptista de Noailles (1669-1720).